# NGC 2893
NGC 2893 é uma galáxia espiral barrada (SB0-a) localizada na direcção da constelação de Leo. Possui uma declinação de +29° 32' 25" e uma ascensão recta de 9 horas, 30 minutos e 16,9 segundos.
A galáxia NGC 2893 foi descoberta em 13 de Março de 1785 por William Herschel.